# روس ستيفنز
روس ستيفنز (بالإنجليزية: Ross Stephens)‏ (28 مايو 1985 في المملكة المتحدة - ) هو مدرب كرة قدم ولاعب كرة قدم بريطاني في مركز الوسط. لعب مع شروزبري تاون ونادي آبريستويث تاون ونادي بريستاتين تاون ونادي ريل ونادي نيوتاون وولشبول تاون ‏ وCaersws F.C. ‏.

## وصلات خارجية
- روس ستيفنز على موقع قاعدة بيانات كرة القدم.إي يو (الإنجليزية)